# Tình yêu trong sáng
Tình yêu trong sáng, hay còn gọi là tình yêu thuần khiết hay ở các nước phương Tây thường gọi là tình yêu kiểu Platon, là một dạng tình yêu mà ở đó không tồn tại hoặc lờ đi, làm thăng hoa hay thậm chí làm thuần khiết hóa các yếu tố lãng mạn và ham muốn tình dục, tuy nhiên tình yêu kiểu này lại có nhiều hàm ý hơn là một tình bạn đơn thuần.